# Талата, Мариам
Мариам Талата (фр. Mariam Chabi Talata Zimé Yérima; род. 7 июля 1963, Бембереке, Боргу) — бенинский государственный и политический деятель. Является членом левоцентристской партии «Прогрессивный союз». 

## Биография
Является действующим вице-президентом Бенина после того, как были подведены итоги президентских выборах в 2021 году и прихода к власти президента Патриса Талона. Приведена к присяге 24 мая 2021 года.
Мариам Талата — первая женщина, ставшая вице-президентом Бенина. Бывшая учительница и школьный инспектор — одна из небольшого, но растущего числа женщин, занимающих высокие посты в странах Африки к югу от Сахары.
Является профессором философии и бывшим вице-председателем Национальной ассамблеи Бенина.